# Boston Basketball Partners L.L.C.
Boston Basketball Partners L.L.C. è un gruppo di investimento privato statunitense, formatosi per l'acquisto della squadra di basket NBA dei Boston Celtics.
Il Comitato esecutivo è composto da quattro membri del Consiglio direttivo: Wycliffe Grousbeck, H. Irving Grousbeck, Steve Pagliuca e Robert Epstein, in rappresentanza del gruppo Abbey, con le aggiunte di Paul Edgerley, Glenn Hutchins e James Pallotta. Altri membri chiave sono Matt Levin, amministratore delegato, partner di Bain Capital, e William Egan.

## Caratteristiche
L'elenco degli investitori fondatori di Boston Basketball Partners comprende: Richard H. Aldrich, Senior Vice President e Chief Business Officer, RA Capital Associates; David Bonderman, amministratore delegato, Texas Pacific Group; James Breyer, General Partner, Accel Partners; James I. Cash, Jr., professore e Senior Associate Dean, Harvard Business School; Paul Edgerley, Managing Director, Bain Capital Partners; William P. Egan, General Partner, Alta Communications; William Helman, General Partner, Greylock Partners; Glenn Hutchins, fondatore e Managing membro di Silver Lake Partners; Stephen R. Lewinstein, presidente, Stephen R. Lewinstein Associates; Stephen J. Luczo, presidente e amministratore delegato, Seagate Technology; Michael Marks, presidente e amministratore delegato, Flextronics International; James Pallotta, Amministratore Delegato di Tudor Investment Corporation e responsabile di Stati Uniti titoli azionari del Gruppo di Tudor; David Roux, Fondatore, Silver Lake Partners; e Mark Wan, Partner, Tre Arch Partners.

## Proprietari
- Wyc Grousbeck
- Stephen Pagliuca
- Robert Epstein
- Matt Levin
- David Bonderman[1]
- Jim Breyer[2]
- James Pallotta[2]
- Glenn Hutchins
- Paul Edgerley